# Malevolent Creation
A Malevolent Creation egy buffaloi death metal zenekar, mely 1988-ban alakult. A stílus második hullámával kerültek színre, ennek megfelelően a zenéjük is floridai vonalas, technikás és brutális death metal. Több mint 20 éves pályájuk alatt eleddig 10 nagylemezt adtak ki. A sok tagcsere ellenére (Rob Barrett is itt gitározott, míg 2005-ben át nem ment a Cannibal Corpse-ba) a zenekar a stílus nagy becsben tartott, veterán zenekara.

## Diszkográfia
Stúdiólemezek:
- The Ten Commandments, (Roadrunner Records, 1991)
- Retribution (Roadrunner Records, 1992)
- Stillborn (Roadrunner Records, 1993)
- Eternal (Pavement Music, 1995)
- In Cold Blood (Pavement Music, 1997)
- The Fine Art of Murder (Pavement Music, 1998)
- Envenomed (Arctic Music, 2000)
- The Will to Kill (Arctic Music, 2002)
- Warkult (Nuclear Blast, 2004)
- Doomsday X (Nuclear Blast, 2007)
- Invidious Dominion (Nuclear Blast, 2010)
- Dead Man's Path (Century Media, 2015)
- The 13th Beast  (Century Media, 2019)

 Koncertlemezek:
- Conquering South America (Arctic Music), 2004)
- Live at the Whiskey (Arctic Music, 2008)

Válogatáslemezek:
- Joe Black (Pavement Music, 1996)
- Manifestation – Compilation (Pavement Music, 2000)
- The Best of Malevolent Creation (Roadrunner, 2003)
- Retrospective (Crash Music, 2005)
- Essentials (Crash Music, 2009)

DVD-k:
- Lost Commandments (Massacre Records, 2008)